# Uładzimirowa
Uładzimirowa (biał. Уладзімірова; ros. Владимирово, Władimirowo) – wieś na Białorusi, w obwodzie mińskim, w rejonie dzierżyńskim, w sielsowiecie Dobryniewo.